# Élections législatives de 1978 dans le Gard
Les élections législatives françaises de 1978 se déroulent les 12 et 19 mars 1978. Dans ce département, quatre députés sont à élire dans le cadre de quatre circonscriptions.

## Élus
| Circonscription | Député sortant | Parti | Parti | Député élu ou réélu | Parti | Parti |
| --------------- | -------------- | ----- | ----- | ------------------- | ----- | ----- |
| 1re             | Émile Jourdan  |       | PCF   | Émile Jourdan       |       | PCF   |
| 2e              | Jean Bastide   |       | PS    | Bernard Deschamps   |       | PCF   |
| 3e              | Roger Roucaute |       | PCF   | Adrienne Horvath    |       | PCF   |
| 4e              | Gilbert Millet |       | PCF   | Gilbert Millet      |       | PCF   |

## Résultats

### Résultats à l'échelle du département
| Parti                 | Parti                              | Premier tour | Premier tour | Second tour | Second tour | Sièges |
| Parti                 | Parti                              | Voix         | %            | Voix        | %           | Sièges |
| --------------------- | ---------------------------------- | ------------ | ------------ | ----------- | ----------- | ------ |
|                       | Parti communiste français          | 95 191       | 33,74        | 153 492     | 53,42       | 4      |
|                       | Parti socialiste                   | 60 956       | 21,61        | Retrait     | Retrait     | 0      |
|                       | Union de la gauche                 | 156 147      | 55,35        | 153 492     | 53,42       | 4      |
|                       |                                    |              |              |             |             |        |
|                       | Union pour la démocratie française | 58 017       | 20,57        | 77 364      | 26,92       | 0      |
|                       | Rassemblement pour la République   | 44 375       | 15,73        | 56 498      | 19,66       | 0      |
|                       | Divers droite                      | 1 877        | 0,67         |             |             | 0      |
|                       | Majorité présidentielle            | 104 269      | 36,96        | 133 862     | 46,58       | 0      |
|                       |                                    |              |              |             |             |        |
|                       | Extrême droite                     | 8 230        | 2,92         |             |             | 0      |
|                       | Écologie 78                        | 6 870        | 2,44         | 0           |             |        |
|                       | Extrême gauche                     | 4 362        | 1,55         | 0           |             |        |
|                       | Parti socialiste unifié            | 2 231        | 0,79         | 0           |             |        |
|                       |                                    |              |              |             |             |        |
| Inscrits              | Inscrits                           | 348 213      | 100,00       | 348 093     | 100,00      | 4      |
| Abstentions           | Abstentions                        | 59 968       | 17,22        | 50 232      | 14,43       |        |
| Votants               | Votants                            | 288 245      | 82,78        | 297 861     | 85,57       |        |
| Blancs et nuls        | Blancs et nuls                     | 6 136        | 2,13         | 10 507      | 3,53        |        |
| Exprimés              | Exprimés                           | 282 109      | 97,87        | 287 354     | 96,47       |        |
| Source : Data.gouv.fr |                                    |              |              |             |             |        |

### Résultats par circonscription

#### Première circonscription (Nîmes)
| Candidat       | Candidat                     | Parti          | Premier tour | Premier tour | Second tour | Second tour |  |
| Candidat       | Candidat                     | Parti          | Voix         | %            | Voix        | %           |  |
| -------------- | ---------------------------- | -------------- | ------------ | ------------ | ----------- | ----------- |  |
|                | Émile Jourdan sortant réélu  | PCF            | 24 500       | 33,79        | 37 653      | 50,58       |  |
|                | Jean-Claude Servan-Schreiber | RPR            | 18 552       | 25,59        | 36 789      | 49,42       |  |
|                | Jean Matouk                  | PS             | 12 653       | 17,45        | Retrait     | Retrait     |  |
|                | Hélène Dorlhac               | UDF (PR)       | 9 844        | 13,58        |             |             |  |
|                | Michelle Deglon              | Écologie 78    | 2 788        | 3,85         |             |             |  |
|                | Joël Furnon                  | Extrême droite | 2 005        | 2,77         |             |             |  |
|                | Jacques Compère-Roussey      | PSU (FA)       | 724          | 1            |             |             |  |
|                | Paul Bompard                 | FN             | 543          | 0,75         |             |             |  |
|                | Catherine Andrieux           | LO             | 518          | 0,71         |             |             |  |
|                | Michèle Doumèche             | OCT            | 375          | 0,52         |             |             |  |
|                |                              |                |              |              |             |             |  |
| Inscrits       | Inscrits                     | Inscrits       | 93 695       | 100,00       | 93 689      | 100,00      |  |
| Abstentions    | Abstentions                  | Abstentions    | 19 824       | 21,16        | 16 822      | 17,96       |  |
| Votants        | Votants                      | Votants        | 73 871       | 78,84        | 76 867      | 82,04       |  |
| Blancs et nuls | Blancs et nuls               | Blancs et nuls | 1 369        | 1,85         | 2 425       | 3,15        |  |
| Exprimés       | Exprimés                     | Exprimés       | 72 502       | 98,15        | 74 442      | 96,85       |  |

#### Deuxième circonscription (Beaucaire - Bagnols-sur-Cèze)
| Candidat       | Candidat              | Parti          | Premier tour | Premier tour | Second tour | Second tour |  |
| Candidat       | Candidat              | Parti          | Voix         | %            | Voix        | %           |  |
| -------------- | --------------------- | -------------- | ------------ | ------------ | ----------- | ----------- |  |
|                | Jean Poudevigne       | UDF (CDS)      | 29 865       | 29,2         | 50 707      | 48,33       |  |
|                | Bernard Deschamps élu | PCF            | 29 730       | 29,07        | 54 208      | 51,67       |  |
|                | Gérard Chayne         | PS             | 23 692       | 23,16        | Retrait     | Retrait     |  |
|                | Gérard Quintana       | RPR            | 9 455        | 9,24         |             |             |  |
|                | Guy Cambot            | Écologie 78    | 4 082        | 3,99         |             |             |  |
|                | Serge Tastavin        | PSD            | 1 877        | 1,84         |             |             |  |
|                | Daniel Thélène        | Extrême droite | 1 743        | 1,7          |             |             |  |
|                | Dominique Geindreau   | LO             | 1 383        | 1,35         |             |             |  |
|                | Hervé Rubi            | FN             | 459          | 0,45         |             |             |  |
|                |                       |                |              |              |             |             |  |
| Inscrits       | Inscrits              | Inscrits       | 123 163      | 100,00       | 123 117     | 100,00      |  |
| Abstentions    | Abstentions           | Abstentions    | 18 843       | 15,3         | 14 768      | 12          |  |
| Votants        | Votants               | Votants        | 104 320      | 84,7         | 108 349     | 88          |  |
| Blancs et nuls | Blancs et nuls        | Blancs et nuls | 2 034        | 1,95         | 3 434       | 3,17        |  |
| Exprimés       | Exprimés              | Exprimés       | 102 286      | 98,05        | 104 915     | 96,83       |  |

#### Troisième circonscription (Alès - Pont-Saint-Esprit)
| Candidat       | Candidat              | Parti          | Premier tour | Premier tour | Second tour | Second tour |  |
| Candidat       | Candidat              | Parti          | Voix         | %            | Voix        | %           |  |
| -------------- | --------------------- | -------------- | ------------ | ------------ | ----------- | ----------- |  |
|                | Adrienne Horvath élue | PCF            | 23 960       | 38,7         | 35 646      | 57,21       |  |
|                | Gilbert Baumet        | PS             | 14 184       | 22,91        | Retrait     | Retrait     |  |
|                | François Gilles       | UDF            | 13 687       | 22,1         | 26 657      | 42,79       |  |
|                | Jacques Trouiller     | RPR            | 7 544        | 12,18        |             |             |  |
|                | Janine Rousseau       | PSU (FA)       | 1 507        | 2,43         |             |             |  |
|                | Progrès Esteban       | LO             | 1 037        | 1,67         |             |             |  |
|                |                       |                |              |              |             |             |  |
| Inscrits       | Inscrits              | Inscrits       | 75 349       | 100,00       | 75 269      | 100,00      |  |
| Abstentions    | Abstentions           | Abstentions    | 11 889       | 15,78        | 10 379      | 13,79       |  |
| Votants        | Votants               | Votants        | 63 460       | 84,22        | 64 890      | 86,21       |  |
| Blancs et nuls | Blancs et nuls        | Blancs et nuls | 1 541        | 2,43         | 2 587       | 3,99        |  |
| Exprimés       | Exprimés              | Exprimés       | 61 919       | 97,57        | 62 303      | 96,01       |  |

#### Quatrième circonscription (Alès - Le Vigan)
| Candidat       | Candidat                     | Parti          | Premier tour | Premier tour | Second tour | Second tour |  |
| Candidat       | Candidat                     | Parti          | Voix         | %            | Voix        | %           |  |
| -------------- | ---------------------------- | -------------- | ------------ | ------------ | ----------- | ----------- |  |
|                | Gilbert Millet sortant réélu | PCF            | 17 001       | 37,45        | 25 985      | 56,87       |  |
|                | Alain Journet                | PS             | 10 427       | 22,97        | Retrait     | Retrait     |  |
|                | André Thibaud                | RPR            | 8 824        | 19,44        | 19 709      | 43,13       |  |
|                | Roger Friedmann              | UDF (Rad)      | 4 621        | 10,18        |             |             |  |
|                | Gérard Furnon                | Extrême droite | 3 480        | 7,66         |             |             |  |
|                | Guy Kozak                    | LO             | 694          | 1,53         |             |             |  |
|                | Michel Calvo                 | LCR            | 355          | 0,78         |             |             |  |
|                |                              |                |              |              |             |             |  |
| Inscrits       | Inscrits                     | Inscrits       | 56 006       | 100,00       | 56 018      | 100,00      |  |
| Abstentions    | Abstentions                  | Abstentions    | 9 412        | 16,81        | 8 263       | 14,75       |  |
| Votants        | Votants                      | Votants        | 46 594       | 83,19        | 47 755      | 85,25       |  |
| Blancs et nuls | Blancs et nuls               | Blancs et nuls | 1 192        | 2,56         | 2 061       | 4,32        |  |
| Exprimés       | Exprimés                     | Exprimés       | 45 402       | 97,44        | 45 694      | 95,68       |  |